# Jim Palmer (cestista)
James G. Palmer, detto Jim (Keokee, 8 giugno 1933 – 16 settembre 2013), è stato un cestista statunitense, professionista nella NBA e nella ABL.

## Carriera
Venne selezionato dai St. Louis Hawks al secondo giro del Draft NBA 1957 (12ª scelta assoluta).

## Palmarès
- Campione AAU (1958)